# Neolasioptera malvavisci
Neolasioptera malvavisci är en tvåvingeart som beskrevs av Edwin Möhn 1975. Neolasioptera malvavisci ingår i släktet Neolasioptera och familjen gallmyggor.
Artens utbredningsområde är El Salvador. Inga underarter finns listade i Catalogue of Life.